# Filadélfia (Tocantins)
Filadélfia es un municipio brasileño del estado del Tocantins. Su población estimada en 2004 era de 8.541 habitantes. Fundada en 1951, Fíladélfia toma su nombre de su fundador, el señor Filadélfio Antônio de Noronha y su primer alcalde fue el señor Dotorveu Maranhão Machado, uno de los pioneros de la ciudad. Filadélfia está localizada en el margen izquierda del Río Tocantins, donde hace frontera con el estado del Maranhão, del otro lado del río está la ciudad de Carolina.